# VdB 16
vdB 16 è una piccola nebulosa diffusa, visibile nella costellazione dell'Ariete.
Si può individuare partendo dalla stella 41 Arietis, una stella bianco-azzurra di sequenza principale di magnitudine 3,6, e spostandosi di circa 3,5° in direzione ENE fino a raggiungere una stella arancione di magnitudine 4,5 che nelle mappe non riporta né una lettera greca né un numero, ma solo la sigla HD 20644; da qui si prosegue nella stessa direzione per circa un grado, fino a raggiungere la nebulosa. vdB 16 è ben visibile con un telescopio a forti ingrandimenti ed eventualmente con opportuni filtri; si presenta di colore azzurro e mostra al suo interno una stella di nona magnitudine di classe spettrale F che la illumina, HIP 16170.
La regione nebulosa illuminata dalla stella fa parte di un grande complesso nebuloso noto come Nube di Perseo, di cui costituisce l'estremità più remota e alla latitudine galattica più elevata; circa un grado a nord è ben evidente una grande nebulosa oscura, catalogata come B 204 (o LDN 1455), a cui è connessa un'altra nube (B 202 o LDN 1451), che mostra a nord una piccola chiazza illuminata, catalogata come vdB 13. Nell'intera regione sono attivi dei fenomeni di formazione stellare, testimoniati dalla presenza di oggetti stellari giovani; la distanza del sistema è stimata sui 980 anni luce dal sistema solare.